# Schillertheater

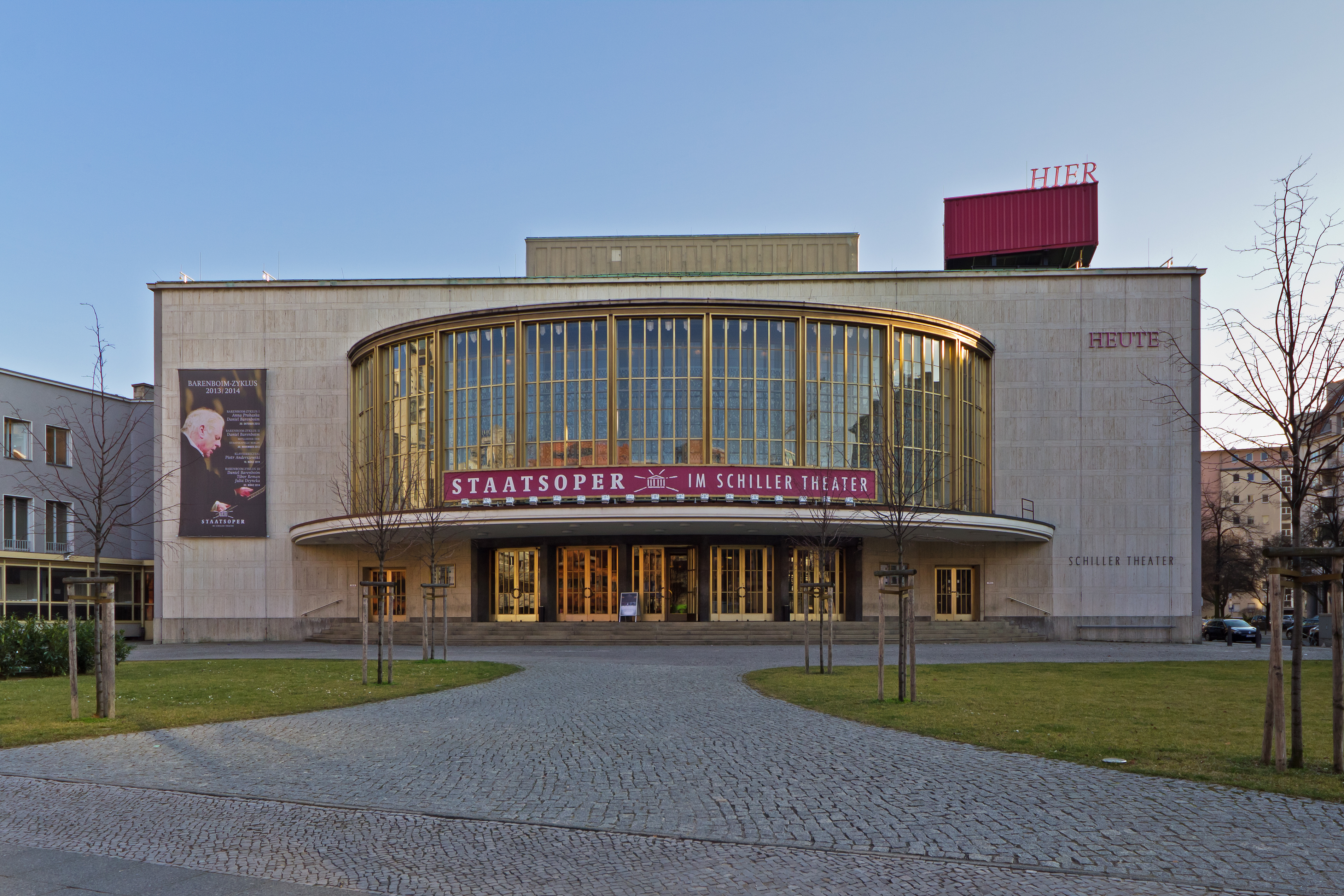
Schillertheater

Schillertheater är en teaterbyggnad i stadsdelen Charlottenburg i Berlin. Under 1920- och 1930-talen fanns Preussisches Staatstheater Berlin i byggnaden och 1951-1993 Staatliche Schauspielbühnen Berlin. Idag hyrs Schillertheater ut till föreställningar och evenemang.